# Кабалоєв Заур Єрмакович
Заур Єрмакович Кабалоєв (рос. Заур Ермакович Кабалоев; нар. 2 червня 1992, село Озрек, Кабардино-Балкарія) — російський борець греко-римського стилю, бронзовий призер чемпіонату Європи, чемпіон Європейських ігор, дворазовий срібний призер Кубків світу. Майстер спорту міжнародного класу з греко-римської боротьби.

## Життєпис
Боротьбою почав займатися з 2003 року в рідному селі. У 2011 році переїхав до Саранська. У 2012 році став чемпіоном світу серед юніорів.
Чемпіон Росії (2017 — до 66 кг). Срібний призер чемпіонату Росії (2014 — до 66 кг).
Тренується в спортивній школі Олексія Мішина, Саранськ. Тренер — Микола Асаєв. У збірній команді Росії з 2012 року.

### Родина
Віталій молодший брат російського борця греко-римського стилю Віталія Кабалоєва. Віталій — чемпіон та срібний призер чемпіонатів Європи.

## Спортивні результати на міжнародних змаганнях

### Виступи на Чемпіонатах Європи
| Змагання                         | Збірна | Вагова категорія                 | Місце  |
| -------------------------------- | ------ | -------------------------------- | ------ |
| Чемпіонат Європи з боротьби 2018 | Росія  | греко-римська боротьба, до 63 кг | Бронза |

### Виступи на Європейських іграх
| Змагання              | Збірна | Вагова категорія                 | Місце  |
| --------------------- | ------ | -------------------------------- | ------ |
| Європейські ігри 2019 | Росія  | греко-римська боротьба, до 67 кг | Золото |

### Виступи на Кубках світу
| Змагання                    | Збірна | Вагова категорія                 | Місце  |
| --------------------------- | ------ | -------------------------------- | ------ |
| Кубок світу з боротьби 2015 | Росія  | греко-римська боротьба, до 59 кг | Срібло |
| Кубок світу з боротьби 2016 | Росія  | греко-римська боротьба, до 66 кг | Срібло |

### Виступи на інших змаганнях
| Змагання                                         | Збірна | Вагова категорія                 | Місце  |
| ------------------------------------------------ | ------ | -------------------------------- | ------ |
| Меморіал Олега Караваєва 2012                    | Росія  | греко-римська боротьба, до 60 кг | Бронза |
| Кубок Владислава Пітласинські 2013               | Росія  | греко-римська боротьба, до 60 кг | 7      |
| Турнір Івана Піддубного 2014                     | Росія  | греко-римська боротьба, до 66 кг | 18     |
| Меморіал Олега Караваєва 2014                    | Росія  | греко-римська боротьба, до 59 кг | Золото |
| Золотий Гран-прі з боротьби 2015                 | Росія  | греко-римська боротьба, до 66 кг | Бронза |
| Турнір Івана Піддубного 2016                     | Росія  | греко-римська боротьба, до 66 кг | 11     |
| Турнір Івана Піддубного 2017                     | Росія  | греко-римська боротьба, до 66 кг | Срібло |
| Чемпіонат Росії з боротьби 2017                  | Росія  | греко-римська боротьба, до 66 кг | Золото |
| Турнір Івана Піддубного 2018                     | Росія  | греко-римська боротьба, до 63 кг | Золото |
| Меморіал Кристьяна Палусалу 2018                 | Росія  | греко-римська боротьба, до 63 кг | Срібло |
| Чемпіонат Росії з боротьби 2018                  | Росія  | греко-римська боротьба, до 67 кг | Золото |
| Міжнародний турнір Любомира Івановича-Гедзи 2018 | Росія  | греко-римська боротьба, до 67 кг | Срібло |
| Меморіал Болата Турлиханова 2018                 | Росія  | греко-римська боротьба, до 67 кг | Срібло |
| Чемпіонат Росії з боротьби 2019                  | Росія  | греко-римська боротьба, до 67 кг | Срібло |
| Гран-прі Німеччини з боротьби 2019               | Росія  | греко-римська боротьба, до 67 кг | Бронза |

### Виступи на змаганнях молодших вікових груп
| Змагання                                      | Збірна | Вагова категорія                 | Місце  |
| --------------------------------------------- | ------ | -------------------------------- | ------ |
| Чемпіонат світу з боротьби серед юніорів 2012 | Росія  | греко-римська боротьба, до 60 кг | Золото |